# Шліфер Шлойме Міхелевич
Шлойме Міхелевич (Соломон Михайлович) Шліфер (1889, Сміла, сучасна Черкаська область — 1957, Москва) — головний рабин Москви з 1943 року.

## Біографія
Народився Соломон Шліфер у родині рабина Олександрії, Херсонської губернії. Навчався в місті Ліда у засновника руху Мізрахі Іцхака Якова Райнеса.
У 1913 році Соломон Шліфер був призначений рабином містечка Воронове Віленської губернії. В тому ж році призначений духовним рабином у своєму рідному місті Олександрії.
У 1922 році він переїхав до Москви. З 1922 по 1931 роки Соломон Шліфер був секретарем і членом Московського рабинату. В 1931 році в період релігійних переслідувань звинувачувався у спекуляції і був змушений через це відійти від громадського життя.
У 1941 році евакуювався до Ташкента.
В 1943 році Соломон Шліфер був призначений на посаду рабина Московської хоральної синагоги (попередній рабин Шмер-Лейб Медальє був розстріляний у квітні 1938 р.).
2 квітня 1944 року Соломон Шліфер взяв участь у проведеному в Москві третьому мітингу Єврейського антифашистського комітету, на якому виступив з промовою і увійшов до складу комітету. З 1946 року він голова правління синагоги.
Під керівництвом Шліфера було перевидано молитовник «Сидур ашалем» з додаванням молитов за здоров'я радянського уряду в 1956 році. У цьому ж році, вперше за багато років, був виданий єврейський календар.
У вересні 1945 року він приймав у синанозі Голду Меїр.
У 1957 році під керівництвом Соломона Шліфера при Московській хоральній синагозі була відкрита єшива «Коль Яаков», де викладав рабин Йехуда Лейб Левін.
Помер Соломон Шліфер у 1957 році у віці 68 років. Він в цей час проводив заняття у єшиві в Московській синагозі.
Розповідає
|  | «Дідусь тільки останні два роки життя провів в окремій квартирі, а до цього московське життя його родини протікало в багатонаселеній комуналці на П'ятницькій. Вони були єдиними євреями, але, на щастя, їх не торкнувся побутовий антисемітизм. Бабусі було важко, звичайно, дотримуватися кашрут, вести господарство по всім релігійним правилам. Раковина на кухні була одна, і мити окремо м'ясний і молочний посуд не представлялося можливим. Але ні вона, ні дідусь з його терпимістю не робити з цього драми. Добре пам'ятаю, що всі свята ми проводили у діда. Єврейський Новий рік - Рош а-Шана - запам'ятався запахом пряних осіннього листя і медовими пряниками - їх смак я відчуваю досі. Але і світський Новий рік не проходив повз. Наряджали ялинку, під ялинку складали дитячі подарунки. Дід ніколи не заперечував. Він сидів на чолі столу, і хтось сказав: «У нас свій Дід Мороз», - згадувала Софія Мойсеївна Шліфер, онука Соломона Михайловича |